# Freudiaanse verspreking
Een freudiaanse verspreking onthult onbedoeld wat (wellicht onbewust of ontkend) belangrijk is in de geest van de spreker, wat hij wenst en wat hem pre-occupeert. Het begrip gaat terug op de term Fehlleistung, afkomstig van Sigmund Freud, een samentrekking van "Fehler" (fout) en "Leistung" (handeling of prestatie). Door een fout te maken wordt juist een prestatie geleverd. Zijn Engelse vertaler koos hiervoor het woord parapraxis (en in het meervoud: parapraxes). Dit woord is afgeleid van de Griekse woorden παρά en πράξις ("andere handeling"). 

## Handelingen en gedragingen
In zijn boek Psychopathologie van het dagelijks leven beschrijft Freud een aantal disfunctionele handelingen of gedragingen ten gevolge van psychologische mechanismen zoals verdringing en associatie. Tegenwoordig wordt het voorkomen van deze “fouten” algemeen erkend, maar Freuds soms ingewikkelde verklaringen niet meer als wetenschappelijk ervaren.
Verkeerd handelen
Op het werk aankomend de huissleutel in de hand te ontdekken (eigenlijk is men liever thuis).
Vergeten
Van namen en woorden, vaak doordat zij een emotionele associatie met zich dragen.
Een afspraak waar men geen zin in heeft.
Verspreking
"Ik heet de aanwezigen welkom en verklaar de vergadering voor gesloten!"
"Dit was de verkeersinformatie. Pardon, dit was het nieuws en nu komt de verkeersinformatie."
Bij Shakespeare, waar Portia in The Merchant of Venice tegen Bassanio zegt: "De ene helft van mij is van jou, de andere helft van jou. Van mijzelf, wil ik zeggen —  maar als hij van mij is, dan is hij van jou."
Leesfout
Freud zelf las een krantenartikel met de kop "Bruiloftsviering in de Odyssee". Bij nader lezen bleek er te staan "... aan de Oostzee", maar Freud was met mythologie bezig en keek met spanning uit naar een boek over dromen, door een auteur die ook over Griekse mythen had geschreven.
Verschrijving
Freud vertelt hoe hij een aantekening maakte waarboven hij "20 oktober" schreef – het was echter september. Op 20 oktober zou hij een van zijn patiënten ontvangen; destijds had hij er weinig. De verborgen wens: was het maar vast oktober.